# Papirniški pihalni orkester Vevče
Papirniški pihalni orkester Vevče (ali tudi Vevška godba) je eden najbolj znanih amaterskih (ljubiteljskih) pihalnih orkestrov v Ljubljani in Sloveniji. 
Obstaja že od leta 1900. Združuje protokolarni orkester (marching band) ter koncertni pihalni orkester (wind orchestra). Temu primeren je tudi program, saj igrajo vse od koračnic pa do resnih klasičnih skladb. Orkester ima vsako leto mnogo večjih ter manjših nastopov ter vsaj dva gala koncerta, božično-novoletnega v Cankarjevem domu ter pomladnega v  filharmoniji ali v Križankah.

## Zgodovina
Orkester je ustanovil Čeh Malahovsky s pomočjo delavcev Papirnice Vevče leta 1900. Avgusta istega leta je imela godba svoj prvi nastop. Godba se je širila, v njej pa so igrali večinoma delavci vevške papirnice. Na začetku prve svetovne vojne je bilo vpoklicanih veliko članov orkestra, tako da je orkester prenehal z delovanjem. Po vojni so orkester spet obudili. Ko so Italijani vkorakali v Ljubljano leta 1941, so se člani odločili za kulturni bojkot ter ponovno nehali igrati. Veliko se jih je pridružilo OF. Takoj po koncu vojne je začel orkester nastopati po spominskih proslavah. Od takrat naprej se je godba širila ter umetniško napredovala. Veliko nastopa po Sloveniji ter po tujini (Danska, Belgija, Avstrija itd.). Orkester sodeluje z Glasbeno šolo Moste-Polje, pri kateri pridobivajo mlade glasbenike.

### Predsedniki
- Alojz Fink (1900–1908)
- Feliks Svetek (1910–1942, 1945–1947)
- Viktor Švarc (1947–1950)
- Srečko Rešek (1950–1952)
- Ivan Švarc (1952–1959)
- Franc Oblak (1959–1960)
- Ignan Zajec (1960–1972, 1973–1976)
- Stane Lukac (1972–1973)
- Ciril Živic (1976–1980)
- Jože Meden (1980–2000)
- Marko Sever (2000–2004)
- Vladimir Brezavšček (2004–2007)
- Ivan Marinko (2007–2012)
- Gregor Koritnik (2012–danes)

### Dirigenti
- Malahovsky (1900–1904)
- Temišelj (1904–1912)
- Schiler (1928–1930)
- Feliks Svetek (1912–1947)
- Jože Klančar (1934–1956)
- Zoran Ažman (1940–1941)
- Miroslav Tabor (1947–1952)
- Ladislav Voroš (1956–1958)
- Albano Perssi (1958–1961)
- Franc Grebenšek (1961–1976)
- Jože Hriberšek (1976–2000)
- Marjan Stropnik (2000–2004)
- Simon Perčič (2004–2006)
- Aljoša Deferri (2006–2022)
- Miha Kosec (2022–danes)

### Trenutno vodstvo orkestra
| Predsednik    | Gregor Koritnik |
| Podpredsednik | Daniel Leskovic |
| Dirigent      | Miha Kosec      |
| Predvodnik    | Aleš Babnik     |

## Diskografija
- Delavski pihalni orkester Zagorje ob Savi, Rudarska godba Velenje, Sindikalni pihalni orkester "Djuro Salaj" Krško, Godba na pihala Gorje pri Bledu, Papirniški pihalni orkester Vevče, Pihalni orkester "štorskih železarjev", Pihalni orkester jeseniških železarjev, Pihalni orkester KUD Pošta Maribor, Pihalni orkester ŽPD France Prešeren Celje, Pihalni orkester Ceršak – Srečanje pihalnih orkestrov: Jarenina '84, dirigenti Edvard Eberl, Ivan Marin, Drago Gradišek, Lojze Velkavrh, Jože Hriberšek, Franc Zupan, Ivan Knific, Ervin Hartman ml., Vili Trampuž, Tone Neuvirt (plošča, Helidon, 1984)
- Papirniški pihalni orkester Vevče – Pozdravljena Slovenija, dirigent Jože Hriberšek (COBISS) (kaseta, Helidon, 1991)
- Papirniški pihalni orkester Vevče – Uspešnice zadnjih desetih let, dirigent Jože Hriberšek (COBISS) (kaseta, ZKP, 1995)
- Papirniški pihalni orkester Vevče – 100 let: 1900–2000, dirigent Jože Hriberšek (COBISS) (COBISS) (kaseta in CD, ZKP, 2000)
- Papirniški pihalni orkester Vevče – Na koncertnem odru: live, dirigent Marjan Stropnik (COBISS) (CD, Primus, 2004)
- The Band of the Drava Divisional Authority, Slovenian Armed Forces Band, Yugoslavian Armed Forces Band, Wind Orchestra of Ravne Steelworkers, The Police Orchestra, Wind Orchestra of Velenje Miners, Vevče Paperworks Brass Orchestra, Wind Orchestra of Ljubljana Music Academy, Wind Orchestra Koper, Wind Orchestra Logatec, Krka Wind Orchestra, Trbovlje Workers' Band – Slovenian Wind Orchestra Music: Works of Slovene composers, performed by Slovenian Wind Orchestras, dirigenti Josip Čerin, Andreja Šolar, Jože Brun, Lojze Lipovnik, Vinko Štrucl, Ivan Marin, Marjan Stropnik, Milivoj Šurbek, Darij Pobega, Marjan Grdadolnik, Miro Saje in Alojz Zupan (COBISS) (CD, JSKD, 2006)
- KD Papirniški pihalni orkester Vevče – Fascinating Windmusic: MID Europe 16, dirigent Aljoša Deferri (CD, ME, 2016)
- Papirniški pihalni orkester Vevče – Naša (z)godba: 120 let ustvarjanja, dirigent Aljoša Deferri (CD, MP3, ZKP, 2021)